# Authou
Authou is een gemeente in het Franse departement Eure (regio Normandië) en telt 321 inwoners (1999). De plaats maakt deel uit van het arrondissement Bernay.

## Geografie
De oppervlakte van Authou bedraagt 3,0 km², de bevolkingsdichtheid is 107,0 inwoners per km².
De onderstaande kaart toont de ligging van Authou met de belangrijkste infrastructuur en aangrenzende gemeenten.

## Demografie
Onderstaande figuur toont het verloop van het inwonertal (bron: INSEE-tellingen).